# Écretteville-lès-Baons
Écretteville-lès-Baons – miejscowość i gmina we Francji, w regionie Normandia, w departamencie Sekwana Nadmorska.
Według danych na rok 1990 gminę zamieszkiwało 398 osób, a gęstość zaludnienia wynosiła 42 osoby/km² (wśród 1421 gmin Górnej Normandii Écretteville-lès-Baons plasuje się na 531. miejscu pod względem liczby ludności, natomiast pod względem powierzchni na miejscu 378.).